# HD 114729 b
HD 114729 b는 센타우루스자리 방향으로 지구로부터 약 114 광년 떨어진 곳에 있는 외계 행성이다. 이 행성의 최소 질량은 목성보다 근소하게 작다. 공전 궤도는 찌그러져 있는데, 페가수스자리 51 b처럼 항성에 매우 가까이 붙어 돌고 있지는 않다. 모항성으로부터 떨어져 있는 평균 거리는 2.11 AU로 지구~태양 간격의 대략 2.11배가 약간 넘는다. 다만 이심률 때문에 가까울 때는 1.43, 멀어질 때는 2.72 천문단위까지 물러난다(후자의 경우 태양계의 소행성대 거리에 해당된다). 이처럼 항성에 가까워졌다 멀어졌다를 반복하기 때문에, 행성 전체는 공전 주기 전 기간에 걸쳐 극심한 기후 변화를 겪을 것으로 보인다.

## 참고 문헌
- (영어) Butler;  외. (2003). “Seven New Keck Planets Orbiting G and K Dwarfs”. 《The Astrophysical Journal》 582 (1): 455–466. doi:10.1086/344570. 2012년 7월 13일에 원본 문서에서 보존된 문서. 2009년 6월 21일에 확인함.
- (영어) Butler;  외. (2006). “Catalog of Nearby Exoplanets”. 《The Astrophysical Journal》 646 (1): 505–522. doi:10.1086/504701. 2019년 12월 7일에 원본 문서에서 보존된 문서. 2009년 6월 21일에 확인함.